# التصنيفات الدولية لمدغشقر
تتضمن هذه المقالة التصنيفات الدولية لمدغشقر.
| المنظمة                          | المؤشر\الاستطلاع             | الترتيب    |
| -------------------------------- | ---------------------------- | ---------- |
| معهد الاقتصاد والسلام            | مؤشر السلام العالمي          | 72 من 144  |
| برنامج الأمم المتحدة الإنمائي    | مؤشر التنمية البشرية         | 145 من 182 |
| منظمة الشفافية الدولية           | مؤشر مدركات الفساد           | 99 من 180  |
| المنتدى الاقتصادي العالمي        | تقرير التنافسية العالمية     | 121 من 133 |
| المنظمة العالمية للملكية الفكرية | مؤشر الابتكار العالمي ، 2024 | 110 من 133 |